# Иван Хасъмски
Иван Найденов Хасъмски, познат като Комитата, е български революционер, член на Манастирския революционен комитет в Троянския манастир, създаден на 7 януари 1872 година. Домът му, наричан още „Тайната къща“, многократно е посещаван от Васил Левски. Хасъмски отговаря за Колибето, Орешак и Патрешко и е техен първи кмет след Освобождението на България. Като таен куриер е носил осем пъти писма до Христо Ботев в Букурещ и също е помагал за набавяне на оръжия от Румъния. Участва в Априлското въстание и Руско-турската война (1877 – 1878), сражавайки се при Шипка и Плевен. Руският генерал Павел Карцов лично го награждава за храбростта по време на военните действия.

## Биография
Хасъмски е роден на 4 октомври 1848 госина в село |Колибето, Османска империя) в дома на Найден Иванов Хасъмски – Терзията. Образованието си получава в Троянския манастир от поп Доротея Нунковски, поп Сава Браневски и игумена поп Филотея. През 1871 година с баща му заминават за Карлово, където се запознават с Васил Левски. При завръщането им Левски идва с тях и за първи път пренощува в техния дом – „Тайната къща“. Оттогава нататък Апостола на свободата многократно посещава къщата на Хасъмски и я използва като скривалище, наричайки я също „Комитетска къща“. Именно тук пише последните си писма от 12 декември 1872 г. до членовете на Голямоизворския комитет, до Пазарджик, до Христо Иванов (Големия) в Търново и до дейците на Ловчанския комитет, изпраща ги по куриери и очаква да получи информация за състоянието на нещата в Ловеч. Поради стеклите се обстоятелства Апостола е престоял в къщата на Хасъмски цели две седмици, от 10 до 24 декември 1872 г., преди да се отправи към Ловеч и Къкрина, неговата Голгота.
Скоро след запознанството им, Васил Левски представя Иван Хасъмски пред Троянския комитет (Троянския манастир) и така му доверяват да стане разносвач на съобщения през Стара планина.
Иван Комитата е носил осем пъти писма до Христо Ботев в Букурещ, а оттам е донасял писма и вестници.
Когато са укривали в дома си Васил Левски, бащата на Иван Хасъмски, Найден Хасъмски – Терзията е шиел дрехи за него. Ножицата, която е използвал като шивач, за да шие за Дякона, наследниците му пазят и до днес.
През 1872 г. Иван Комитата завежда Васил Левски в с. Ново село, където за първи път Апостола провежда среща с местните съзаклятници и така посажда „семето на революцията“, което седи в основата на Новоселското въстание. Това е първото и единствено посещение на Левски в този край.
В „Комитетската къща“ Хасъмски са укривали също Христо Иванов (Големия) и други революционери от това време.
„Преди да замине за Къкрина Левски ми възложи да отида в Троян и да взема от Иван Марковски пушката и калъчката му и да ги предам в манастира на отец Макарий.“
„Един път Васил Левски нареди на Манастирския комитет да проведе съвещание, на което да присъствува. Когато тръгнахме от моята къща за манастира, срещу нас забелязахме двама турци – заптиета, с пушки. Веднага се върнахме и аз скрих в моята къща Левски под една каца. Двамата турци влязоха и ме попитаха: «Ти си баш комита. Ти познаваш ли Левски? Идвал ли е в тая къща?». Отговорих им, че не познавам такова лице и нищо не знам за него. После сърдито ме запитаха: «Ти ще даваш ли ядене и пиене или да те заколим?». Казах им, че съм сиромах човек и нямам нищо за ядене. Турците ме изругаха и си заминаха. Почуках на кацата, а Левски излезе. Докато мръкна пекохме яйца и ядохме, а после отидохме заедно тайно в манастира, където се проведе съвещанието с комитета“.
Хасъмски изпраща Васил Левски до синята скала край с. Калейца след последното му посещение на Троянския манастир по пътя към Къкрина и така става един от последните сподвижници, с които Апостола е общувал.
Малко преди Априлското въстание по нареждане на Комитета при манастира, Иван Комитата сформира чета от около 200 души, с която опазва от опожаряване от турците Троянския манастир, както и околните села Колибето, Орешак и Патрешко.
„След боевете с турците около Манастира от четата ми се отделиха 14 комити, с които под моя команда минахме Стара планина и слязохме между Карлово и Калофер до село Митиризово (дн. с. Васил Левски), за да се свържем с Карловския комитет. При слизането ни бяхме заградени от турци, с които завързахме ожесточен бой в реката до селото. Голяма част от турците паднаха убити, но скоро дойде турска войска, която ни обкръжи. Паднаха 12 от комитите. Между върбите срещу течението на реката успях да се измъкна само аз и един от комитите, който се казваше Кольо. Скрихме се към Калоферския манастир“
През 1876 г. заедно с други революционери участва в обявяването на Априлското въстание в Ново село. Присъединява се като комендант на малка чета към четата на Цанко Дюстабанов (Дюстабановата чета), но за кратко време тъй като скоро бил заловен от турците. Хасъмски взел участие и в сражението при местността „Конските Извори“.
„Заведоха ме у дома и намериха патрони за револвера ми. Заведоха ме край Осъмъ срещу манастира да ме заколят. Един турчин ме подложи под колене, завре пръстите си на ръката си в носа ми. Яко ме залови, че кръв ме зале, извади ножа си и ме попита: Да те заколя ли?. В този момент пристигна бимбашията – син на околийския началник. Той го спря и ме предадоха на съд“
Комитата излежава 13 месечна присъда в Русчушкия затвор (Русе), а преди това е лежал последователно в Ловчанския и Търновския зандани. В обвинителния акт на турските власти се твърдяло, че той е изпращан от Троянския комитет за делегат в Румъния при Български революционен централен комитет и през това време е пренасял книжа и барут за революционните чети. Обвинен е още в това, че по време на Новоселското въстание заедно с няколко души под негово ръководство са се присъединили към Дюстабановата чета и са участвали в многобройни турски пълчища. По-късно е освободен и се връща към родния си край, за да продължи борбата.
През 1877 г., когато руснаците преминават река Дунав и започва Руско-турската война (1877 – 1878), калугерите от Троянския манастир и населението се насочват на север, а Иван Хасъмски – Комитата отново е ангажиран с охраната на манастира и околните селища. Тогава той получава командването на 100 души.
„Един ден по шосето дойдоха много турци на коне и влязоха в манастира, ограбиха склада, инвентара, насякоха иконите, иконата на Св. Богородица изнесли до портата и откъртили част от златния ѝ венец. Всичко трая 4 – 5 часа. Ние 6 души бяхме на отсрещната могила и като започнахме да стреляме, турците оставиха плячката по пътя и избягаха. Убихме един турчин с кон, натоварен с плячка. Събрахме някои неща и ги върнахме на местата им“
„Втори път голяма турска част нападна манастира. Ние бяхме около 50 души на връх Черномъж. С чест огън посрещнахме турците. Боят продължи и се наложи да заливаме пушките с вода. Турчин на бял кон въртеше шашка и командуваше турците, но го убихме. Престрелката продължи 5 – 6 часа. Паднаха 6 души турци и останалите се оттеглиха с уверение, че имаме голяма сила и не дойдоха вече при манастира“
„Трети път нападнали кошарите с добитък на манастира. Откарали около 30 едри животни, но от изстрелите на едно калугерче се пръснали и оттеглили“
С наближаването на руските войски Иван Хасъмски отива в Севлиево и се представя на генерал Павел Карцов, който му поверява да охранява няколко прохода с чета от бойци под негово командване. Скоро след това ген. Карцов с много офицери идват в Троянския манастир. В негова чест духовенството отслужва панихида и молебен. Когато вижда повредените икони и другите материални щети той дарява средства на манастира и поръчва да се възстановят повредите. Лично генерал Павел Карцов подарява на Иван Комитата два сребърни кръста „Георгиевски“ и една пушка за храбростта по време на военните действия.
По-късно Комитата успява да влезе в редовете на опълченските дружини и участва в битката на Шипка.
През Освободителната война той участва и в последните боеве при обсадата на Плевен, където един руски капитан му подарява в знак на признателност руска кавалерийска пика.
След Освобождението той става първи кмет на селата Колибето (Черни Осъм), Орешак и Патрешко.
Иван Найденов Хасъмски – Комитата доживява свободна България и умира от естествена смърт през 1926 година в Колибето.

## Галерия
- Снимка от Община Черни Осъм – първи кмет след особождението
- „Тайната къща“, в която е укриван Васил Левски
- Паметна плоча
- От книга – Априлско въстание 1876 г. Том 2
- Музей на Васил Левски в Троянски Манастир